# La diva (film)
La diva (The Star) è un film del 1952 diretto da Stuart Heisler.

## Trama
Dopo una carriera brillante, l'attrice cinematografica Margaret Elliot va incontro ad un rapido declino, soprattutto per le cattive condizioni finanziarie conseguenti ad investimenti sbagliati. Malgrado tutto, ella non si arrende e continua a pretendere per sé parti da protagonista, mentre produttori e registi ora cercano di evitarla.
Disperata, cerca conforto nell'alcool e una sera viene arrestata per ubriachezza. Un ex collega, che ha fatto fortuna come costruttore navale, la fa rimettere in libertà, pagando per lei la cauzione, e le procura un impiego in un negozio di lusso, che però ben presto lascia a causa dei pettegolezzi fra i clienti, per rincorrere l'ennesimo sogno di riscatto nel mondo del cinema. Un suo vecchio agente la fa infatti convocare per un provino ma, una volta sul set, la sua presunzione le impedisce di seguire i consigli del regista: nel ruolo di una donna di mezza età, interpreta il personaggio come una giovane sirena sexy, cadendo nel ridicolo. In una sala di proiezione, Margaret riguarda il suo provino in un crescendo di patetismo e di rabbia impotente e così il nuovo tentativo si risolve in un fallimento.
Quando un giovane soggettista le propone il ruolo di protagonista nel suo nuovo film, intitolato "La diva", che descrive appunto le situazioni penose create da un'ostinata ed ingiustificata ambizione, Margaret comprende finalmente il suo errore, rifiuta la parte e torna all'amore dell'uomo che l'ha salvata e all'affetto della figlia.

## Produzione
Il film, una produzione indipendente curata da Bert Friedlob, fu concepito come un Viale del tramonto in tono minore, appositamente confezionato dagli sceneggiatori sulla falsariga della vita di Joan Crawford, ma alla fine fu Bette Davis ad accaparrarsi il ruolo e a far distribuire il film dalla Fox in tempo per la candidatura agli Oscar del 1953. Rivale della Davis negli Oscar 1953 fu proprio Joan Crawford con So che mi ucciderai, ma entrambe le attrici furono surclassate dalla "rivelazione" Shirley Booth, passata dal teatro al cinema con Torna, piccola Sheba.